# Antalya Open 2021
Antalya Open 2021 byl tenisový turnaj pořádaný jako součást mužského okruhu ATP Tour, který se hrál v komplexu Limak Arcadia Sport Resort na otevřených dvorcích s tvrdým povrchem Rebound Ace. Konal se mezi 7. až 13. lednem 2021 v tureckém přímořském městě Belek, ležícím v antalyjské provincii, jako čtvrtý ročník turnaje.
Turnaj s rozpočtem 361 800 eur patřil do kategorie ATP Tour 250. Nejvýše nasazeným hráčem ve dvouhře se stal dvacátý osmý tenista světa Matteo Berrettini z Itálie. Jako poslední přímý účastník hlavní singlové soutěže nastoupil jeho krajan a 268. hráč žebříčku Andrea Arnaboldi.
Čtvrtý singlový titul na okruhu ATP Tour vybojoval 21letý Australan Alex de Minaur. Premiérovou společnou trofej ze čtyřhry si odvezl pár Chorvatů Nikola Mektić a Mate Pavić.

## Rozdělení bodů a finančních odměn

### Rozdělení bodů
| Soutěž  | vítězové | finalisté | semifinalisté | čtvrtfinalisté | 16 v kole | 32 v kole | Q  | Q2 | Q1 |
| ------- | -------- | --------- | ------------- | -------------- | --------- | --------- | -- | -- | -- |
| dvouhra | 250      | 150       | 90            | 45             | 20        | 0         | 12 | 6  | 0  |
| čtyřhra | 250      | 150       | 90            | 45             | 0         | —         | —  | —  | —  |

### Finanční odměny
| Soutěž                              | vítězové | finalisté | semifinalisté | čtvrtfinalisté | 16 v kole | 32 v kole | Q2      | Q1      |
| ----------------------------------- | -------- | --------- | ------------- | -------------- | --------- | --------- | ------- | ------- |
| dvouhra                             | 27 960 € | 20 000 €  | 14 000 €      | 9 700 €        | 5 700 €   | 3 200 €   | 1 750 € | 1 000 € |
| čtyřhra                             | 8 900 €  | 6 880 €   | 5 050 €       | 3 440 €        | 2 350 €   | —         | —       | —       |
| částka ve čtyřhře je uvedena na pár |          |           |               |                |           |           |         |         |

## Mužská dvouhra

### Nasazení
| Stát                         | Hráč                | ATP | Nasazení |
| ---------------------------- | ------------------- | --- | -------- |
| Itálie                       | Matteo Berrettini   | 10. | 1.       |
| Belgie                       | David Goffin        | 16. | 2.       |
| Itálie                       | Fabio Fognini       | 17. | 3.       |
| Austrálie                    | Alex de Minaur      | 23. | 4.       |
| Německo                      | Jan-Lennard Struff  | 37. | 5.       |
| Gruzie                       | Nikoloz Basilašvili | 40. | 6.       |
| Srbsko                       | Miomir Kecmanović   | 42. | 7.       |
| Kazachstán                   | Alexandr Bublik     | 49. | 8.       |
| Žebříček ATP k 4. lednu 2021 |                     |     |          |

### Jiné formy účasti
Následující hráči obdrželi divokou kartu do hlavní soutěže:
- Altuğ Çelikbilek
- Marsel İlhan
- Ergi Kırkın

Následující hráči postoupili z kvalifikace:
- Adrian Andrejev
- Matthias Bachinger
- Pavel Kotov
- Dimitar Kuzmanov
- Alex Molčan
- Michael Vrbenský

### Odhlášení
před zahájením turnaje
- Marco Cecchinato → nahradil jej  Kacper Żuk
- Borna Ćorić → nahradil jej  Tristan Lamasine
- Lloyd Harris → nahradil jej  Nicola Kuhn
- Benoît Paire → nahradil jej  Andrea Arnaboldi
- Jannik Sinner → nahradil jej  Malek Džazírí
- João Sousa → nahradil jej  Hugo Grenier

v průběhu turnaje
- Hugo Grenier

## Mužská čtyřhra

### Nasazení
| Stát                                                                                   | Hráč          | Stát       | Hráč             | ATP  | Nasazení |
| -------------------------------------------------------------------------------------- | ------------- | ---------- | ---------------- | ---- | -------- |
| Chorvatsko                                                                             | Nikola Mektić | Chorvatsko | Mate Pavić       | 12.  | 1.       |
| Chorvatsko                                                                             | Ivan Dodig    | Slovensko  | Filip Polášek    | 33.  | 2.       |
| Francie                                                                                | Jérémy Chardy | Francie    | Fabrice Martin   | 60.  | 3.       |
| Srbsko                                                                                 | Nikola Ćaćić  | Dánsko     | Frederik Nielsen | 111. | 4.       |
| Žebříček ATP k 4. lednu 2021; číslo je součtem žebříčkového postavení obou členů páru. |               |            |                  |      |          |

### Jiné formy účasti
Následující páry obdržely divokou kartu do hlavní soutěže:
- Umut Akkoyun /  Mert Naci Türker
- Tuna Altuna /  Altuğ Çelikbilek

### Odhlášení
před zahájením turnaje
- Sander Arends /  Matwé Middelkoop → nahradili je  Luca Margaroli /  Florin Mergea
- Matteo Berrettini /  Jannik Sinner → nahradili je  Denys Molčanov /  Oleksandr Nedověsov
- Tomislav Brkić /  Ajsám Kúreší → nahradili je  Ivan Sabanov /  Matej Sabanov
- Lloyd Harris /  David Pel → nahradili je  Jiří Veselý /  Tristan-Samuel Weissborn
- Benoît Paire /  Stefano Travaglia → nahradili je  Harri Heliövaara /  Emil Ruusuvuori

## Přehled finále

### Mužská dvouhra
- Alex de Minaur vs.  Alexandr Bublik, 2-0skreč

### Mužská čtyřhra
- Nikola Mektić /  Mate Pavić vs.  Ivan Dodig /  Filip Polášek, 6–2, 6–4